# 梁平区
梁平区位于重庆市东北部，面积1892平方公里，目前是重庆市下辖的一个市辖区，辖5个街道、28个乡镇，常住人口64万人，常住人口城镇化率52%。原名梁山縣、梁平县，是国际湿地城市、国家可持续发展实验区、国家生态文明先行示范区、国家循环经济示范区、全国农村改革试验区、中国西部预制菜之都、国家功率半导体封测高新技术产业化基地。。渝万高速公路与318国道、达万铁路通过本区。幅员面积1892平方公里，总人口92万人。

## 地名由来
西魏始置梁山县，以城东南方的高梁山得名，属万川郡。据《太平寰宇记》卷149梁山军梁山县：“以界内高梁山为名。”1952年因与山东省梁山县重名，改为梁平县，以该县平原居多而命名。

## 历史沿革
梁平区原名梁山县，以境内高粱山为名，西魏元欽二年（公元553年）置，先后隶南州、巴东郡、信州、南浦州、夔州、浦州、万州。北宋开宝三年（公元970年）设梁山军（元时升为梁山州，明初废），领梁山县，隶夔州路。清时改隶忠州直隶州。
中华人民共和国成立后，梁山县隶川东行政公署大竹专区。1952年12月3日因與山東省梁山縣（1949年9月改平原省昆山縣為梁山縣）縣名重複，以縣境高梁山麓有平壩，更名為梁平縣。1953年划归万县专区至重庆直辖。2016年11月，经国务院批准，撤销梁平县，设立重庆市梁平区。

## 现任领导
| 机构     | · 中国共产党 · 重庆市梁平区委员会 · 书记 | 重庆市梁平区人民代表大会 常务委员会 主任 | 重庆市梁平区人民政府 区长 | · 中国人民政治协商会议 · 重庆市梁平区委员会 · 主席 | 重庆市梁平区监察委员会 主任 |
| -------- | ---------------------------------------- | ---------------------------------------- | ------------------------- | -------------------------------------------------- | --------------------------- |
| 姓名     | 周恩海                                   | 孙代勇                                   | 陈孟文                    | 张子玉(女)                                         | 金烽                        |
| 民族     | 汉族                                     | 汉族                                     | 汉族                      | 汉族                                               | 汉族                        |
| 籍贯     | 安徽省宿州市灵璧县                       | 四川省長寧縣                             | 重庆市忠縣                | 重庆市垫江县                                       | 重庆市开州区                |
| 出生日期 | 1970年10月（54歲）                       | 1967年9月（57歲）                        | 1968年11月（56歲）        | 1967年10月（57歲）                                 | 1967年10月（57歲）          |
| 就任日期 | 2024年11月                               | 2022年1月                                | 2021年9月                 | 2022年1月                                          | 2020年1月                   |

## 行政区划
梁平区下辖5个街道办事处、26个镇、2个乡：
梁山街道、双桂街道、仁贤街道、金带街道、合兴街道、礼让镇、云龙镇、屏锦镇、袁驿镇、新盛镇、福禄镇、聚奎镇、明达镇、荫平镇、和林镇、回龙镇、碧山镇、虎城镇、七星镇、龙门镇、文化镇、石安镇、柏家镇、大观镇、竹山镇、蟠龙镇、星桥镇、曲水镇、安胜镇、复平镇、紫照镇、铁门乡和龙胜乡。

## 交通
- 318国道

## 地方特色

### 文物景点
- 川东名刹双桂堂，为禅宗寺庙，被誉为“蜀中丛林之首”、“西南禅宗祖庭”，入选汉族地区佛教全国重点寺院、第七批全国重点文物保护单位

### 全国重点文物保护单位
- 双桂堂

### 民间艺术
梁平传统有梁平“三绝”之称，即竹帘、年画、灯戏。
- 梁平癞子锣鼓，一种汉族民间器乐，入选第一批国家级非物质文化遗产名录
- 梁山灯戏，入选第一批国家级非物质文化遗产名录
- 梁平木版年画，入选第一批国家级非物质文化遗产名录
- 梁平竹帘，入选第一批国家级非物质文化遗产扩展项目名录
- 梁平抬儿调，又称抬工号子，入选第二批国家级非物质文化遗产名录

### 特产
- 梁平柚：即梁平平顶柚，与广西的沙田柚、福建的文旦柚齐名，系全国三大名柚之一
- 袁驿豆干
- 梁平张鸭子：一种卤烤制品，以干、香、瘦特色闻名.